# Peggy Ann Garner
Peggy Ann Garner (ur. 3 lutego 1932 w Canton w stanie Ohio, zm. 16 października 1984) – amerykańska aktorka filmowa i telewizyjna.

## Filmografia
seriale
- 1947: Kraft Television Theatre
- 1950: Danger
- 1961: Bonanza cameo
- 1962: Alfred Hitchcock przedstawia jako Madeline Drake
- 1962: Combat! jako porucznik Amelia Marsh, pielęgniarka
- 1963: Nietykalni jako Margaret Radick / Margaret Wilson
- 1965: Po tamtej stronie jako Amanda Frank
- 1967: Batman jako Betsy Boldface
- 1977: Lou Grant jako Dixie Collins

film
- 1939: In Name Only jako Ellen Eden
- 1942: Eagle Squadron jako Dziecko
- 1944: Klucze królestwa jako Nora, dziewczyna
- 1945: Drzewko na Brooklynie jako Francie Nolan
- 1946: Róże pani Cherrington jako Dinah Carstairs
- 1949: Big Cat jako Doris Cooper
- 1951: Teresa jako Susan
- 1978: Dzień weselny jako Candice Ruteledge
- 1980: This Year’s Blonde jako Macocha

## Wyróżnienia
Posiada swoją gwiazdę na Hollywoodzkiej Alei Gwiazd.